# Hypselodelphys poggeana
Hypselodelphys poggeana är en strimbladsväxtart som först beskrevs av Karl Moritz Schumann, och fick sitt nu gällande namn av Milne-redh. Hypselodelphys poggeana ingår i släktet Hypselodelphys och familjen strimbladsväxter. Inga underarter finns listade.